# Elisenda Malaret i Garcia
Elisenda Malaret i Garcia (Barcelona, 20 de març de 1958) és una jurista catalana, doctora en Dret i catedràtica de Dret Administratiu de la Universitat de Barcelona i diputada al Congrés dels Diputats en la VIII i IX legislatures.

## Biografia
Llicenciada en Dret per la Universitat de Barcelona el 1981, es doctorà amb premi extraordinari el 1989. Ha publicat diversos llibres i nombrosos articles en revistes especialitzades, ha estat professora visitant a les universitats Paris 1 Panthéon Sorbonne, Paris 2 Panthéon Assas, La Sapienza (Roma) i Cattolica del Sacro Cuore (Milà) entre d'altres, i és membre de la xarxa europea Public Contracts in Legal Globalization (PCLG). Des de 1986 és professora de Dret administratiu a la Universitat de Barcelona i des de 1995 catedràtica.
Fou escollida diputada per la província de Barcelona en les eleccions generals espanyoles de 2004 i 2008, com a independent en les llistes del Partit dels Socialistes de Catalunya (PSC). Fou representant del Congrés dels Diputats a l'Agència Espanyola de Protecció de Dades. De juny de 2008 a juny de 2014 ha estat consellera del Consell de l'Audiovisual de Catalunya.

## Obres més destacades
- Malaret, M. "Administración pública y regulación económica", a AAVV.  La Autonomía municipal, administración y regulación económica, títulos académicos y profesionales, Cizur Menor: Aranzadi, 2007, ISBN 978-84-8355-456-2, pags. 127-162
- Malaret, M. "Els serveis públics informacionals: l'emergència de nous serveis públics en la societat de la informació i del coneixement", Revista catalana de dret públic, ISSN 1885-5709, Nº. 35, 2007, pags. 161-206
- Malaret, M.; Marsal, M. Las fundaciones de iniciativa pública: un régimen jurídico en construcción: la singularidad de las fundaciones locales, Barcelona: Fundació Carles Pi i Sunyer, 2005. ISBN 84-95417-59-6
- Malaret, M. et al. "El derecho de la administración pública: derecho público y derecho privado; la relevancia de los principios constitucionales", a AAVV. Seminario sobre derecho público y derecho privado en la actuación de la administración publica, Barcelona: Institut d'Estudis Autonòmics, 1999, ISBN 84-7248-696-6, pags. 9-32
- Malaret, M. Público y privado en la organización de los Juegos Olímpicos de Barcelona 1992, Madrid: Cívitas, 1993. ISBN 84-470-0259-4
- Malaret, M. Régimen jurídico-administrativo de la reconversión industrial, Madrid: Civitas, Barcelona, 1991. ISBN 84-7398-924-4